# دورالي يلماز
دورالي يلماز وروائي، وقاص، وأكاديمي تركي. ولد في عام 1948 في مدينة أجيبيام بولاية دنيزلي. عمل أستاذًا للأدب التركي الحديث ورئيسًا للقسم، وعميدًا لكليات الآداب في جامعات: إستانبول، وموغله، والشرق الأدنى. عُرف بدراسته الأكاديمية حول الفن الروائي التركي، وكذلك برواياته ومجموعاته القصصية التي أثارت الجدل في الأوساط الفنية والثقافية. واستطاع أن يختط لنفسه مسارًا روائيًا خاصًّا ويقدم إضافات نوعية جديدة للرواية التركية الحديثة، لعل من أبرزها تعامله مع الموروث، وتوظيفه بآليات جديدة ليحقق بذلك غايتين متداخلتين: أصالة الانتماء، وابتكار الذات. وهو يُعد أحد الأتراك المعاصرين المهمومين بالقضايا الاجتماعية والسياسية ذات الأبعاد الإنسانية والمتحسسين لمعاناة مجتمعات الدول النامية.

## أهم أعماله
- «المنازل ذات الستائر السوداء» عام 1976
- «منحدر الفتوي» عام 1978
- «أنهار اليسوية» عام 1995
- «القيام» عام 1997
- «الشيخ بدر الدين» عام 2001
- «الحاج بكتاش» عام 2002

## الجوائز
حاز بعدة جوائز منها«جائزة الوقف القومي التركي للثقافة» عام 1982 واختير روائيًا في العام ذاته.
حازت مجموعته القصصية «رقص العقرب» جائزة اتحاد فناني «قيصري» عام 1989 .
حصل أيضا علي جائزة أفضل روائي لعام 1982 .
وترجمت بعض أعماله إلي لغات أجنبية مثل المستلبون.